# Бобырева, Мария Максимовна
Мария Максимовна Бобырева (7 апреля 1918 Кременчуг — 25 июня 2001 Киев) — советская разведчица. Педагог. Доктор наук. Кавалер 28 орденов и медалей СССР.

## Биография
Окончила техникум, затем Харьковский педагогический институт иностранных языков (сейчас в составе Харьковского университета). Работала школьным преподавателем немецкого языка.
Участница Великой Отечественной войны. Разведчица. Забрасывалась в глубокий тыл противника. Работала в подразделениях гестапо, абвера, вермахта.
Первым и самым опасным заданием была работа секретарем в немецком штабе в городе Винница. Оружием молодой разведчицы были безупречное знание немецкого, умение общаться и привлекательность. В её руки попадала тайная информация, которая впоследствии передавалась партизанам и подпольщикам. Перед отступлением нацистов Марии удалось добыть и спрятать важные бумаги, спасшие спустя некоторое время жизнь и доброе имя многим винничанам.
Новое задание было за границей. Чтобы помочь польским патриотам, Мария Бобырева в составе разведывательно-диверсионной группы десантировалась вблизи города Краков. Подпольщики подрывали поезда, дороги, мосты, брали в плен «языков». Против советских разведчиков гитлеровцы бросили мощные силы, пытаясь взять их живыми. Командир группы взорвал себя гранатами. Мария осталась в живых и пыталась пересечь границу с Чехословакией.
6 ноября 1944 года во время пересечения границы она была схвачена. Последовали допросы, побои, заключение в одиночной камере. Позже ей был вынесен смертный приговор. Но разведчица была освобождена партизанами.
В конце войны особо отличилась при освобождении от фашистов г. Моравская Острава.
После окончания войны работала переводчицей в «Интуристе», затем преподавателем иностранных языков в Киевском университете и в Киевском государственном педагогическом институте иностранных языков (КГПИИЯ). Стала первой на Украине женщиной — доктором наук романских языков.
Кавалер 28 орденов и медалей бывшего СССР. Почëтная гражданка нескольких городов Чехии и Польши.
Умерла 25 июня 2001 года в Киеве. Похоронена на Байковом кладбище.